# مسیح مسیح‌نیا
 مسیح مسیح‌نیا  (زاده ۲ بهمن ۱۳۳۳ - تهران) بازیکن سابق و مربی فوتبال ایران است. او سابقه بازی در تیم‌های بانک ملی، پرسپولیس، ابومسلم و سپاهان را دارد. وی سابقه ۸ بازی ملی نیز در کارنامه دارد.